# Pindos (mitologia)
Pindos (en grec antic Πίνδος), va ser, segons la mitologia grega, un fill de Macèdon en la tradició que considera aquest heroi un dels fills de Licàon.
Segons la llegenda cantada per Claudi Elià, Pindos, un dia que havia sortit de caça, va trobar una serp immensa, però l'ofidi no el va atacar. Com a agraïment, Pindos li portava una part de les peces que caçava, i la serp va acabar fent amistat amb el jove. Quan Pindos va ser assassinat pels seus tres germans per gelosia, la serp va matar els assassins i va muntar guàrdia al costat del cos de Pindos fins que van arribar els seus pares i li van retre honors fúnebres.